# 八幡空袭
八幡空襲（日语：／ Yawata Kūshū）是1944年6月15日夜间到16日凌晨，美國陸軍航空軍从中国境内基地出动75架B-29超级堡垒重型轰炸机，對日本九州北部福岡縣八幡市的空襲行動，这是第二次世界大战期间日本列島首次遭遇战略轰炸机空袭。行动主要目标是八幡市的帝国钢铁厂，只有47架轰炸机朝目标投弹，造成的破坏很小。行动期间美方因事故损失五架轰炸机，另有两架被日方击毁，八幡市内有至少270人因空袭受伤或死亡。
此次空袭未能达成目标，但却让日本民众意识到祖国即将战败，美国新闻媒体以誇張手法报导消息。轰炸机收集的情报揭示日本防空体系弱点，此后日本本土反复遭遇盟军空袭并且一直缺乏有效应对措施。1944年8月20日，八幡市再度遭遇中国境内起飞的-29轰炸机袭击。1945年8月8日，美军从马里亚纳群岛出动-29轰炸机携带燃烧弹第三次轰炸八幡市，大片城区毁于一旦。

## 背景
1942年4月12日，美國陸軍航空軍发动杜立德空袭，从航空母舰出动16架B-25米切尔中型轰炸机袭击日本多个城市。此轮空袭的主旨是激发国内士气，实际军事作用微乎其微。大日本帝国政府为此一面增加本土列岛战斗机数量，一面发动太平洋战场攻势，最终在中途岛海战惨败。受军机打击里程限制，美国陆军航空军在杜立德空袭后长期无法攻击日本本土，直到B-29超级堡垒重型轰炸机投入作战才改变局面。
-29轰炸机投入战斗的过程困难重重，设计工作早在1940年初便已开始，首架原型机于1942年9月21日试飞。作为二战期间最大的军机，-29轰炸机拥有更长的有效作战距离、更大的最大载弹量和强劲自卫火力。-29轰炸机还拥有包括增压舱和遥控炮塔在内的多种新功能。美国陆军航空军在机型首飞前就已订购1664架-29轰炸机，但开发过程却因1943年2月18日试飞的第二架原型机坠毁延误几个月，直到设计问题逐步解决。1943年6月成立的第58轰炸联队（58th Bombardment Wing）旨在驾驶美国陆军航空军首批-29轰炸机，但飞机直到十月才开始交付。交付延误的同时，新机种还出现机械故障，导致联队训练时间更形缩短，直到所谓“堪萨斯战役”（Battle of Kansas）项目开始提供能够满足作战需要的军机后，联队才在1944年3月拥有战斗部署能力。
1943年下半年，美國參謀長聯席會議批准开始从印度基地出动-29轰炸机戰略轟炸日本本土及东亚、并在中国建立前线机场的方案。战略得名“马特霍恩作战”，需在中国内陆的成都市附近修建大型简易机场，盟军货机提供补给，孟加拉基地出发袭击日本目标的-29轰炸机可以在此加油。第20轰炸机司令部（XX Bomber Command）受命执行“马特霍恩作战”，地面人员从1943年12月开始离开美国从海路赶赴印度。1944年4月，负责监督所有-29轰炸机任务的美國第二十航空隊成立，而且史无前例地由美国陆军航空军司令亨利·阿诺德上将直接从五角大楼指挥。第58轰炸联队是第20轰炸机司令部的主要作战部队，于1944年4月至5月中旬陆续离开堪萨斯州飞抵印度。虽然联队前往印度时尚未完成训练，但各作战大队战斗经验已经比美国陆军航空军绝大多数新部署的轰炸机部队丰富。

## 备战

### 美国

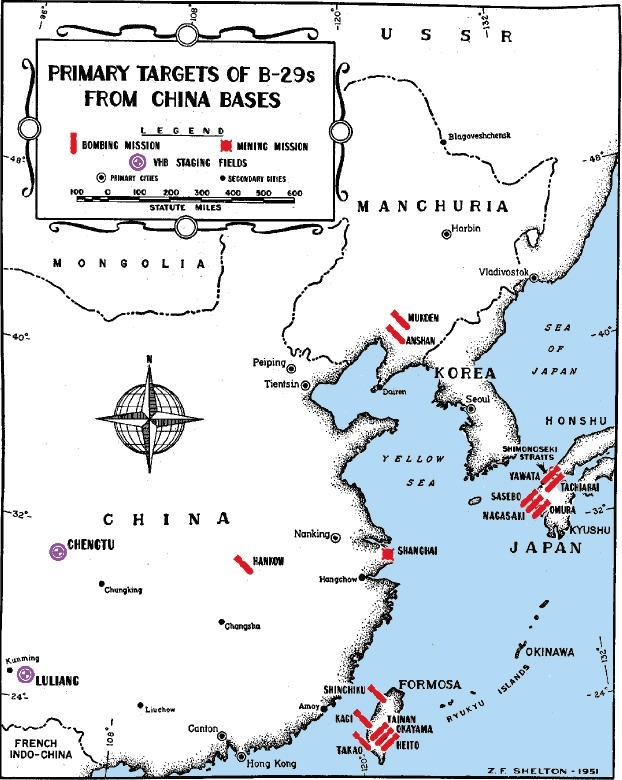
“马特霍恩作战”期间，中国B-29轰炸机基地和东亚主要目标的位置

第20轰炸机司令部在印度成立后先由肯尼斯·沃尔夫（Kenneth Wolfe）准将指挥，执行打击日本所需的各种准备任务，其中又以在中国机场储存燃油最为重要。1944年下半年，美国陆军航空军航空运输司令部（Air Transport Command）的飞机仍未向第20轰炸机司令部送油，任务实际由-29轰炸机执行。事实证明这样的运输效率太低，12架次-29轰炸机从印度运到中国的燃油只够单架次-29轰炸机从中国往返日本所需，导致储存燃料所需时间远超预计。此外，-29轰炸机还不断出现技术故障，特别是莱特R3350双排星型发动机（Wright R-3350 Duplex-Cyclone）问题多多，第20轰炸机司令机总有大量飞机无法使用，随时需要改装。
第20轰炸机司令部于1944年6月5日执行首次作战任务，98架-29轰炸机从印度的基地出发袭击泰国曼谷目标，以此为今后打击日本和东南亚目标的更大规模行动“彩排”。行动期间共因飞行事故和技术故障损失五架飞机，但第20轰炸机司令部觉得行动还算成功，因为轰炸机组人员能够累积宝贵的战斗经验，还有助于人员了解-29轰炸机的实战性能。
6月6日，沃尔夫接到阿诺德发来的信息，称参谋长联席会议希望尽快袭击日本。行动目标是减轻正受日军攻击的中国军队压力，支援入侵塞班岛的军事行动。阿诺德还询问6月15或20日第20轰炸机司令部能派出多少架飞机。针对日本的首次袭击初步定于6月23日，此时中国机场预计会有足够燃料满足出动100架-29轰炸机所需。沃尔夫回报称6月15日能够出动50架-29轰炸机，如果推迟到20日还能多五架。阿诺德觉得55架也太少，命令6月15日至少要有70架-29轰炸机出击。为完成命令，第20轰炸机司令部的-29轰炸机和运输机更加频繁地往返中印运送燃料。美国陆军航空军驻中国战斗机部队也减少出动频率，为空袭日本的轰炸机节省燃油。与此同时，第20轰炸机司令部地面人员尽量翻新-29轰炸机，确保飞机更加可靠。
首轮空袭主目标是日本工业城市八幡市的帝国钢铁厂，距成都约2600公里。该厂出产的轧制钢占全国总量两成四，堪称日本钢铁行业首要设施。工厂由三家焦炭厂组成，其中最大的便是-29轰炸机瞄准点。附近的老窑港是重要工业港口，也是本次空袭的次要目标。第二十航空队于1944年4月1日选定帝国钢铁厂作为首要目标，而且确定武力打击的最高优先级就是日本钢铁和焦炭行业。空袭定在夜间，-29轰炸机分散队形，这主要是因为前线机场距八幡市依然很远，密集编队飞行耗费的燃油更多。

### 日本
美方精心制订军事欺骗方案，安排新闻报导声称-29轰炸机将在欧洲部署且只用于中缅印战区的武装运输，但日军还是发现印度和中国的-29轰炸机基地和备战行动。此外，-29轰炸机所有行动都被潜伏中国的日本间谍上报回国，日本本土在遭遇空袭前至少能提前数小时接到警报。日本情报机构推断，后勤准备一旦就绪，九州北部工厂将受重型轰炸机袭击，而且首次空袭应该是在夜间。4月26日，两架一式戰鬥機在中印边境附近击伤落单的-29轰炸机，这也是日军战斗机首次见到-29轰炸机。
面对-29轰炸机的威胁，日军从1944年初开始将驻扎在中国和太平洋的战斗机回迁。同年6月，八幡市列入西部军防区，第19飞行团也在这个月成立，统领包括飞行第4和第59战队在内的西部军战斗机部队。飞行第4战队驻扎在山口县小月机场，拥有整个飞行团最训练有素的飞行员和35架二式复座重型战斗机，其中6月中旬能够出动的有25架。驻扎在福冈县芦屋机场的飞行第59战队经验不足，共有25架三式单发动机战斗机，但能出动的只有七到八架。此外，八幡市和九州北部都有高射炮和防空氣球部队拱卫，还有雷达站和了望岗组成的空袭预警网。
第19飞行团的主要任务是保卫九州北部工业设施，特别是八幡市的钢铁企业。飞行团的西部军防区防卫计划是将战斗机集中在八幡市上空，而且不要远离。飞行团自认如此部署太不灵活，但因可用军机有限也想不到更好的办法。日军认为八幡市和九州北部是西部军防区最重要的地区，所以为便于夜间战斗配备的唯一探照灯部队就驻扎在附近。美军来袭前，第19飞行团还与高射炮部队计划并实施联合演习，其中包括应对警报和夜间飞行的实战演练。

## 袭击
6月13日，第58轰炸联队的-29轰炸机开始从印度飞往中国前沿基地，两天后已有83架抵达成都周边四个前沿机场，另有12架飞机抵达前返航，一架坠毁，机上人员全部丧生。每架-29轰炸机都带有约1800公斤炸弹从印度起飞，包括八名将军在内的大量参谋人员也抵达成都观摩行动，但不得参与空袭。不过，跟随机组人员远赴日本的还有八名新闻工作者和三名摄影师。美國陸軍航空軍此时拥有的日本工业设施照片大多已是很久之前拍摄，机组人员听取任务简报时所见还是20世纪20年代末到30年代初的八幡市地图和照片。
当地时间6月15日16点16分，-29轰炸机开始起飞，第58轰炸联队长拉文·桑德斯（Laverne G. Saunders）准将领队。出动的75架飞机中有一架刚起飞就坠机，所幸没有人员伤亡，另有四架因机械故障返航。剩下的飞机以直线飞往沖之島，再转向逼近八幡市。。联队包含的四个大队各派两架飞机提前标识目标，其他飞机连成轰炸机群长队，两种都是借鉴英国皇家空军轰炸机司令部在欧洲采用的战术。驻中国的日本陆军和陆军航空部队发现美军轰炸机出击后上报，第19飞行团接到消息后预计敌方目标是九州北部，将在当地时间午夜前后抵达。随后，日占朝鲜济州岛的雷达站和了望岗在当地时间23点31分至0点30分发现轰炸机。空袭警报于0点24分响起，飞行第4战队24架飞机开始起飞，仅三分钟后便在九州北部上空巡逻。飞行第59战队的飞行员还从未与飞行第4战队在夜间携手战斗，而且飞机又有机械故障，还担心起飞会导致美军发现并袭击芦屋的基地，所以暂不出动。
当地时间6月16日0点38分，美军轰炸机开始抵达八幡市上空，接下来的空袭持续近两小时。该市已实施燈火管制，伸手不见五指同时还有烟雾遮挡，仅15架-29轰炸机能通过肉眼瞄准投弹，另外32架用雷达瞄准。两架-29轰炸机改为攻击次要目标，还有五架选择机会目标，空袭期间美军投弹总量约为107吨。首轮投弹完成后，定时更新的行动报告发至位于华盛顿哥伦比亚特区的第二十航空队总部，再转发给正在伦敦的阿诺德。美军所遇高射炮火力虽猛，但准度不佳，八幡市周边的探照灯也基本不起作用。飞行第4战队仅击落一架来犯敌机，大部分战斗机难以跟上-29轰炸机的速度，无法有效拦截。
返航期间，一架-29轰炸机因发动机故障在中国内乡县降落后被日本军机击毁，另外还有两架坠毁，机上包括《新闻周刊》记者在内的所有人员阵亡。美方在此次行动中共损失七架-29轰炸机，六架被高射炮击伤，57名军人和一名记者丧生。受燃料不足影响，许多-29轰炸机此后滞留中国数日，直到沃尔夫从第312战斗机联队（312th Fighter Wing）补给中借来5.7万升燃油后才返回印度。在此期间如果遇到袭击，这些轰炸机根本无力抵御或躲避，所幸日本没有马上报复。

## 影响
此次轰炸对八幡市基本没有影响。6月18日，美国陆军航空军第十四航空队的飞机飞过该市上空拍下目标区照片，表明仅一枚炸弹落在帝国钢铁厂区内并击中配电站，但离最近的焦炉还有1100米。小仓兵工厂和当地其他工业或民用设施受轻度破坏，八幡市内有至少270人因空袭受伤或死亡。美国陆军航空军提倡如实报导-29轰炸机的行动，但美国新闻媒体对此次空袭结果的报导显然言过其实。空袭部队的损失不大，-29轰炸机收集的电子情报证明日本雷达和防空体系效率低下，美国陆军航空军因此在6月21日派单架-29摄影侦察机飞过日本和朝鲜大部分地区上空。行动非常成功，大幅提升美国对这些地区的情报储备。
1944年6月轰炸八幡市的行动表明日本防空体系缺陷严重，第19飞行团起初宣称击落八架-29轰炸机，另外击中四架，但很快就确定仅两架敌机被毁。要击退针对本土的攻势，这样的损伤比远远不够。空袭结果还表明日本航空基地和能够夜间出击的飞机都太少，面对-29轰炸机，二式复座战斗机无论速度还是火力都嫌不足，而且大部分都没有雷达，根本不能满足拦截作战所需。虽然空袭警报系统这次有效发挥作用，但发现美军军机的雷达无法判断飞行高度，日本军方为此决定扩大雷达覆盖范围。军方对高射炮第131联队的表现极其不满，联队长被发配满洲。日本国民在同一天看到八幡市遭遇空袭和美军成功登陆塞班岛的新闻，迫使他们明白国家正走向战败。面对此次袭击，日本政府大臣呼吁生活在国内四大城市的居民将儿童转移到农村地区。
6月15至16日的空袭标志着美国陆军航空军开始战略轰炸日本本土。8月20日白天和夜间，-29轰炸机再次突袭八幡市，但同样没有导致重大破坏。1944年6月至1945年3月，第20轰炸机司令部共从中国和印度基地发动49次空袭，其中九次打击日本本土，但“马特霍恩作战”没有达成目标。第21轰炸机司令部（XXI Bomber Command）在1944年10月28日开始从马里亚纳群岛出发执行任务，虽然起初也遇到困难，但事实证明这些行动更加有效，第20轰炸机司令部因此也在1945年初转战马里亚纳群岛。广岛原子弹爆炸仅两天后，八幡市在1945年8月8日第三次沦为战略轰炸目标。包括驻冲绳近海伊江島第318战斗机大队（318th fighter group）在内的三个P-47N雷霆式战斗机大队护送共221架-29轰炸机携带燃烧弹前来轰炸，该市21%的城区焚毁。

## 脚注
1. ↑  工藤洋三 & 奥住喜重 2008，第1頁.
2. ↑  America Hits Back: The Doolittle Tokyo Raiders & National Museum of the US Air Force
3. ↑  Correll 2009，第62頁
4. ↑  Polmar 2004，第4–5頁
5. ↑  Cate 1953，第6–8頁
6. ↑  Cate 1953，第52–57頁
7. ↑  Correll 2009，第62–63頁
8. ↑  Cate 1953，第75–79頁
9. ↑  Tillman 2010，第41頁
10. ↑  Tillman 2010，第45頁
11. ↑  Tillman 2010，第43–44頁
12. ↑  Cate 1953，第57頁
13. ↑  Frank 1999，第50頁
14. ↑  Correll 2009，第64頁
15. ↑  Cate 1953，第98頁
16. ↑  Correll 2009，第63頁
17. ↑  Cate 1953，第94–98頁
18. ↑  Cate 1953，第98–99頁
19. 1 2  Jablonski 1979，第133頁
20. 1 2  Cate 1953，第99頁
21. ↑  Cate 1953，第93–94頁
22. ↑  Cate 1953，第77–79頁
23. ↑  Tillman 2010，第44–45頁
24. 1 2  Sakaida & Takaki 2001，第6頁
25. ↑  Kerr 1991，第61頁
26. ↑  Foreign Histories Division, Headquarters, United States Army Japan 1980，第3–5, 129頁
27. ↑  Foreign Histories Division, Headquarters, United States Army Japan 1980，第129–130頁
28. ↑  Foreign Histories Division, Headquarters, United States Army Japan 1980，第132頁
29. ↑  Foreign Histories Division, Headquarters, United States Army Japan 1980，第134–136頁
30. ↑  Foreign Histories Division, Headquarters, United States Army Japan 1980，第131–132頁
31. ↑  Foreign Histories Division, Headquarters, United States Army Japan 1980，第132, 142–143頁
32. ↑  Cate 1953，第99–100頁
33. ↑  Cate 1953，第164頁
34. 1 2 3  Cate 1953，第100頁
35. ↑  Tillman 2010，第50–51頁
36. ↑  Foreign Histories Division, Headquarters, United States Army Japan 1980，第144–146頁
37. ↑  Foreign Histories Division, Headquarters, United States Army Japan 1980，第147頁
38. ↑  Cate 1953，第100–101頁
39. ↑  Wolf 2005，第298頁
40. 1 2  Cate 1953，第102頁
41. ↑  Tillman 2010，第51–52頁
42. 1 2  Cate 1953，第101頁
43. ↑  Jablonski 1979，第134頁
44. ↑  Tillman 2010，第52頁
45. ↑  森山康平 2007，第28頁.
46. ↑  Cate 1953，第101–103頁
47. ↑  工藤洋三 & 奥住喜重 2008，第29頁.
48. ↑  Brown 1999，第421–422頁
49. ↑  森山康平 2007，第28-29頁.
50. ↑  Foreign Histories Division, Headquarters, United States Army Japan 1980，第147–149頁
51. ↑  Zaloga 2010，第51頁
52. ↑  Daniels 1981
53. ↑  Cate 1953，第3頁
54. ↑  Cate 1953，第113–114頁
55. ↑  Correll 2009，第65頁
56. ↑  Cate 1953，第171頁
57. ↑  Cate & Olson 1953，第655–656頁

## 扩展阅读
- . Life (Time Inc). 1944-07-10, 17 (2): 78  [2020-10-18]. （原始内容存档于2020-10-19）.
- Ross, Stewart Halsey. . Jefferson: McFarland. 2003  [2020-10-18]. ISBN 978-0-7864-1412-3. （原始内容存档于2020-10-18）.